# Polystichum eximium
Polystichum eximium là một loài thực vật có mạch trong họ Dryopteridaceae. Loài này được (Mett. ex Kuhn) C. Chr. miêu tả khoa học đầu tiên năm 1933.